# Siguer
Siguer (okzitanisch gleichlautend) ist eine französische Gemeinde mit 95 Einwohnern (Stand: 1. Januar 2022) im Département Ariège in der Region Okzitanien (vor 2016: Midi-Pyrénées). Die Gemeinde gehört zum Arrondissement Foix und zum Kanton Sabarthès. Die Bewohner nennen sich Siguerois.

## Geografie
Siguer liegt etwa 31 Kilometer südsüdwestlich von Foix im Regionalen Naturpark Pyrénées Ariégeoises am Gebirgsfluss Siguer nahe der Grenze zu Spanien. Umgeben wird Siguer von den Nachbargemeinden Capoulet-et-Junac und Gestiès im Norden und Nordosten, Ganac im Norden und Nordosten, Gestiès im Osten, El Serrat (Spanien) im Süden, Lercoul im Westen sowie Illier-et-Laramade im Westen und Nordwesten.

## Bevölkerungsentwicklung
| Jahr                       | 1962 | 1968 | 1975 | 1982 | 1990 | 1999 | 2006 | 2019 |
| Einwohner                  | 148  | 89   | 76   | 93   | 65   | 96   | 88   | 95   |
| Quellen: Cassini und INSEE |      |      |      |      |      |      |      |      |

## Sehenswürdigkeiten
- Kirche Saint-Baudille
- Kapelle Saint-Nicolas
- Haus der Grafen von Foix, Monument historique

## Persönlichkeiten
- Claude Piquemal (* 1939), Leichtathlet